# Bokkenrijders

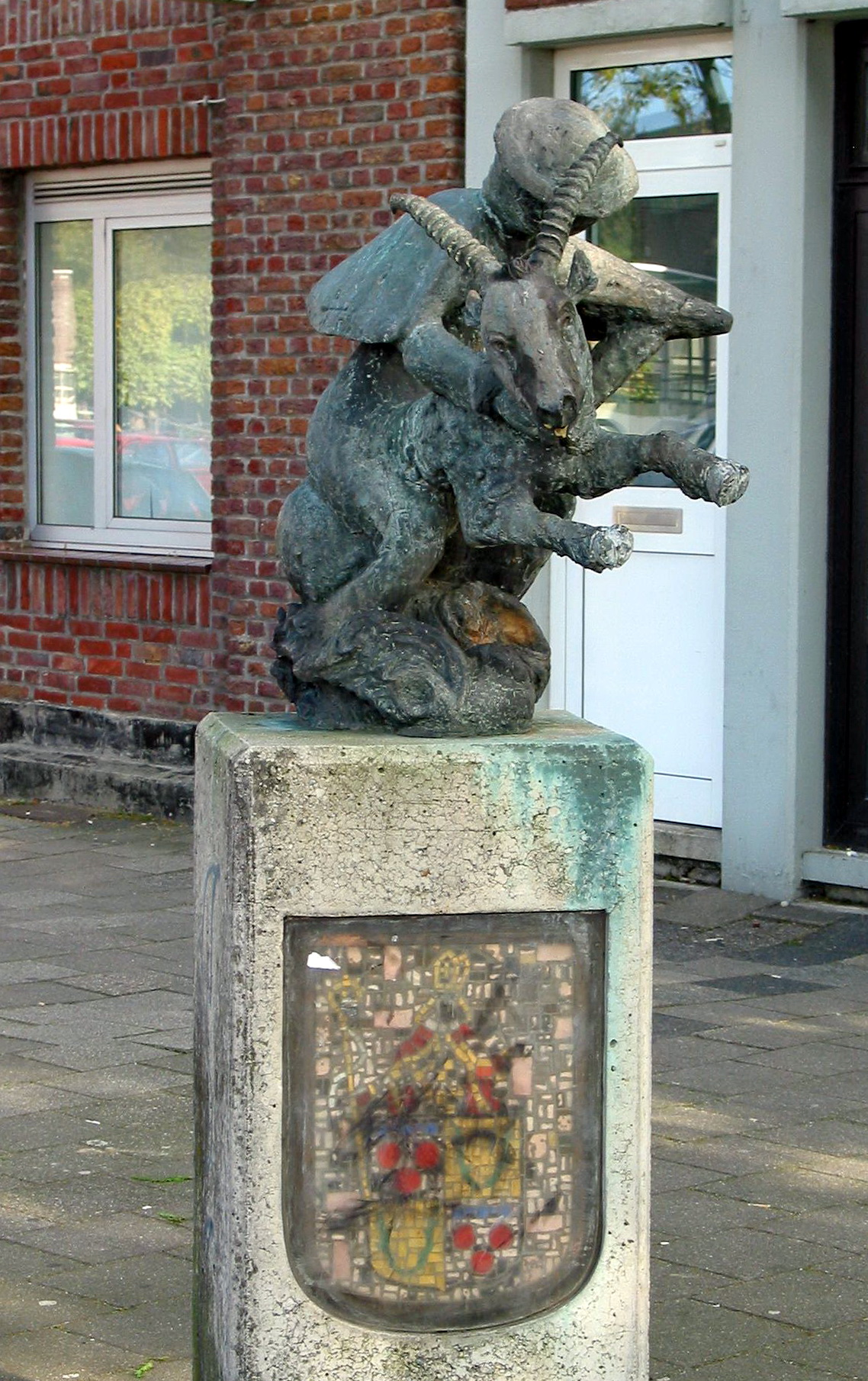
Statue sur la place de Schaesberg

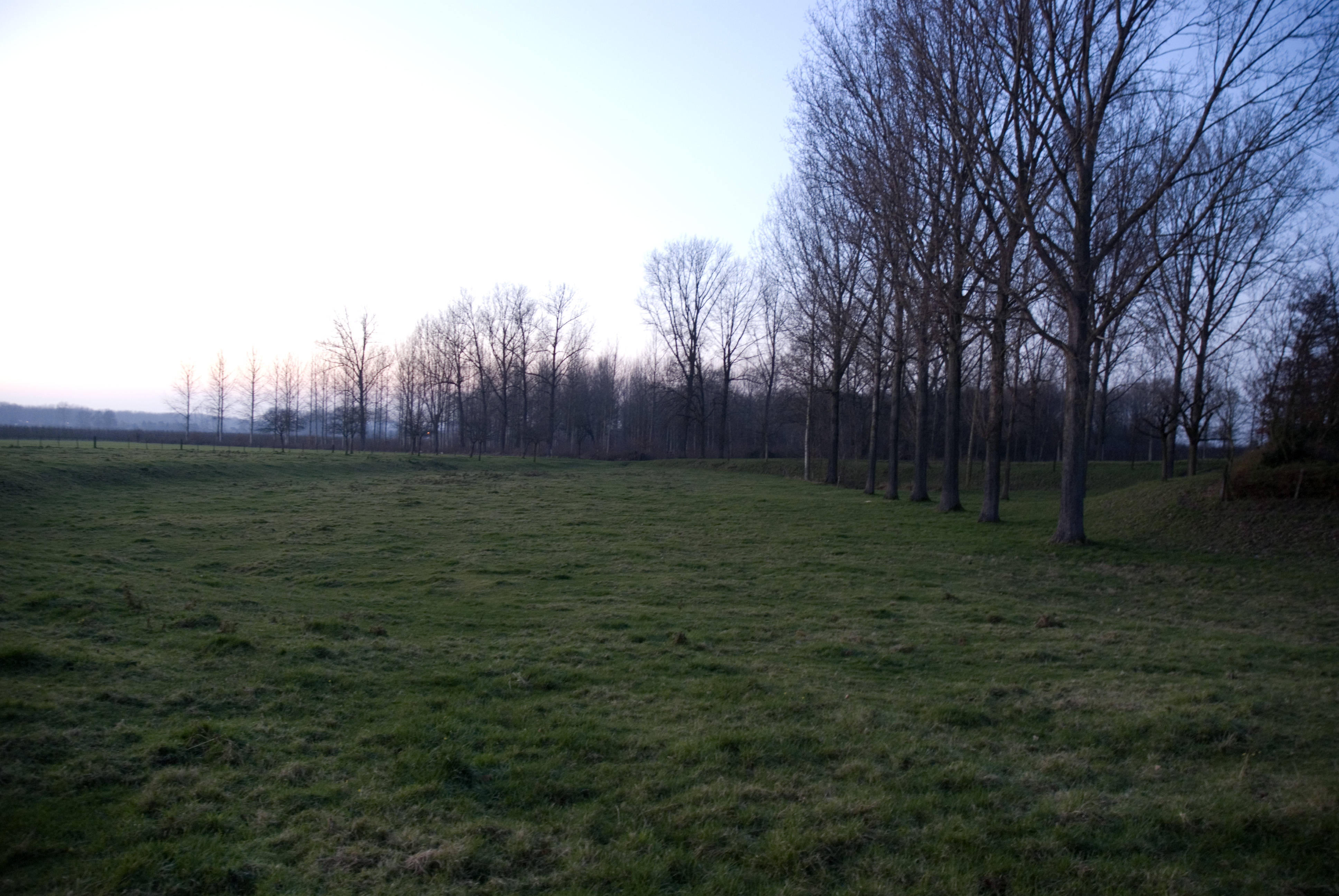
De Bonderkuil à Wellen où 19 bokkenrijders furent exécutés

Suivant la croyance populaire, les bokkenrijders (« Chevaliers du Bouc ») étaient des esprits qui chevauchaient des boucs à travers les airs. Cette croyance fut mise à profit par des bandes de voleurs en particulier dans le sud-Limbourg et en Outremeuse dans le but d'effrayer les populations.
Ces bokkenrijders étaient une bande de brigands qui au XVIIIe siècle opéraient dans le pays d'Outremeuse (aujourd'hui le sud-Limbourg néerlandais, le pays de Herve et la région des Fourons) ainsi qu'autour de Liège et la zone frontalière entre l'Allemagne et la Campine. Leurs raids étaient généralement dirigés contre des fermes et des presbytères.
Une première mention du terme bokkenrijders (orthographié anciennement « bockereyders ») est retrouvée dans le livret Oorzaeke, bewys en ondekkinge van een goddelooze, bezwoorne bende nagtdieven en knevelaers binnen de Landen van Overmaeze en aenpalende landstreeken rédigé en 1779 par le curé de Schaesberg, A. Daniels. Ce dernier connaissait personnellement différents membres des bandes et était au courant de leurs agissements. La légende veut que les brigands eurent pactisé avec le diable et se déplaçaient à dos de bouc la nuit. Elle raconte également que ces boucs volaient dans les airs (un dicton local dit : « Over huis, over tuin, over staak, en dat tot Keulen in de wijnkelder! », ce qui signifie littéralement : « Par-dessus la maison, par-dessus le jardin, par-dessus la clôture et cela jusqu'à Cologne dans la cave à vin ». Un autre dicton dit quant à lui : « Eenmaal per jaar reden ze naar de Mookerheide, naar hun meester, de duivel » traduit littéralement par « Une fois par an, ils couraient vers le Mookerheide, vers leur maître, le diable »).
Plus tard, les bokkenrijders ont, par toutes sortes d'histoires et de mystères, reçu un statut semblable à Robin des Bois. Actuellement, on pense que les méfaits furent commis par plusieurs bandes. De même, une grande partie des 600 personnes arrêtées et condamnées seraient finalement innocentes car leurs aveux furent obtenus sous la torture.

## Bokkenrijders dans le Limbourg
Les Bokkenrijders appartiennent au patrimoine culturel du Limbourg. Le phénomène s'est produit au XVIIIe siècle, surtout dans le Maasgau constitué de l'ancien duché de Limbourg, du pays d'Outremeuse et de l'ancien comté de Looz qui forment aujourd'hui l'Euregio Meuse-Rhin.
Les procès contre les bokkenrijders se distinguent d'une procédure criminelle ordinaire quand survient le serment impie : « Je jure devant Dieu et le diable... ». Ce « serment impie » qui, dans la tradition, est typique des bokkenrijders, trouve son origine en Outremeuse (Hendrik Becx à Nieuwstadt en 1743) et s'étendit au comté de Looz. Là, fut utilisé pour la première fois le nom de bokkenrijders.
À propos de la condamnation de personnes à cause d'un serment impie ou de leur pacte présumé avec le diable, on peut parler ici d'une forme tardive des procès similaires à ceux des sorcières présumées. L'accusation était implacable, même selon les normes de l'époque.
Plus de 90 % des condamnées le furent à la peine capitale. La plupart des aveux furent obtenus sous la torture ou la menace de celle-ci.
Sur base du serment des bokkenrijders, sept périodes de persécution peuvent être déduites. La première eut lieu entre 1743 et 1745 et la dernière entre 1793 et 1794.
| Chef de bande                                | Épicentre                          | Année du procès | Nombre de membres appartenant à la bande | Nombre de membres appartenant à la bande |
| Chef de bande                                | Épicentre                          | Année du procès | Condamnés                                | Accusés                                  |
| -------------------------------------------- | ---------------------------------- | --------------- | ---------------------------------------- | ---------------------------------------- |
| Pays d'Outremeuse                            |                                    |                 |                                          |                                          |
| 1. Mathias Ponts                             | Pays du 's-Hertogenrade-Nieuwstadt | 1743 - 1745     | 87                                       | 140                                      |
| 2. de Gaverelle- de Preez                    | Schinnen-Geleen                    | 1749 - 1751     | 31                                       | 45                                       |
| 3. Les frères Kerckhoffs (Joseph Kirchhoffs) | Pays du 's-Hertogenrade-Valkenburg | 1771 - 1776     | 230                                      | 450                                      |
| Comté de Looz                                |                                    |                 |                                          |                                          |
| 4. Voortmans - Van Muysen                    | Wellen en Hesbaye                  | 1774 - 1776     | 31                                       | 350                                      |
| 5. Philip Mertens-H. Houben                  | Ophoven-Geistingen-Maaseik         | 1785 - 1786     | 16                                       | 45                                       |
| 6. Nolleke van Geleen                        | Bree-Bocholt-Gruitrode             | 1789 - 1791     | 23                                       | 60                                       |
| 7. Pelsers-Bollen                            | Neeroeteren-Maaseik                | 1793 - 1794     | 50                                       | 80                                       |

Dans l'historiographie, s'affrontent deux perceptions opposées sur la torture subie par les bokkenrijders et ordonnée par les tribunaux. Les bokkenrijders seraient soit :
- Une grande et cruelle bande de brigands : les partisans de cette version croient que les bokkenrijders formaient une bande bien réelle et qu'ils ne furent pas punis assez durement.
- Une invention (partielle) de la justice de l'époque : des historiens critiques n'accordant non seulement aucun crédit aux déclarations des personnes victimes de tortures et considérant la punition comme excessive. Un des pionniers dans cette interprétation, le procureur général Gaspard de Limpens, écrivait en 1774: « Leurs déclarations sont pleines de contradictions, de versions variantes et de violations à la logique et aux lois de la gravité. » ; « Ils sont durement punis et la plupart sont inoffensifs. » ; « Sous la torture, les personnes interrogées admettent ce que la justice veut entendre »[4].

### Membres condamnés
- Gabriël Brühl, pendu le 10 septembre 1743.
- Geerling Daniels, décédé à la suite de deux coups de couteau auto-infligés le 28 janvier 1751.
- Joseph Kirchhoffs, pendu le 11 mai 1772.
- Joannes Arnold van de Wal (« Nolleke van Geleen »), pendu le 21 septembre 1789.

## Origine du nom
Le mot « bokkenrijders » fut ouvertement utilisé pour la première fois lors d'un procès en 1774 dans le village hesbignon de Wellen. En 1774, Johan van Muysen glissa une lettre de menace sous la porte du fermier Wouters à Ulbeek. Sa maison serait incendiée s'il ne recevait pas d'argent. Dans cette lettre, van Muysen se présentait comme un membre des bokkenrijders et mentionne 3 fois le mot « diable ».
Le mot apparait également plus tard, dans un procès à Anvers contre Philip Mertens de Ophoven-Geistingen, qui envoyait également des lettres de menaces.
Dans les procès ayant lieu en Outremeuse, le terme « bokkenrijders » apparait plus tardivement et sous l'influence des évènements de Wellen. Un certain Mathijs Smeets de Beek affirme en 1773 qu'ensemble avec 42 personnes, ils prirent place sur un grand bouc et filèrent à travers les airs vers Venlo pour y commettre un crime.

## Les bokkenrijders dans le folklore et la littérature
Dans les récits sur les bokkenrijders, les méfaits sont liés à la magie ou à l'horreur. Ce thème populaire a donné naissance à de nombreuses légendes dans lesquelles les bokkenrijders, dans l'imaginaire collectif, devinrent des esprits. Les romantiques du XIXe siècle s'en inspirèrent.
Actuellement, on compte plus de 1 300 livres et publications traitant du sujet.

## Médias
Willy Vandersteen traite des bokkenrijders dans la bande dessinée Bob et Bobette no 136 titrée Les Chèvraliers ainsi que dans la bande dessinée Robert et Bertrand no 20 Le dernier chèvralier.
Dans les années 1990, est retransmise sur la télévision néerlandaise, la série De Legende van de Bokkenrijders. Cette série était basée sur le livre Ontsnapt aan de galg (trad. litt. du néerlandais : Échappé de la potence) de Ton van Reen.
L'attraction Villa Volta dans le parc Efteling est une mad house qui aurait été habitée par Hugo van den Loonsche Duynen, un bokkenrijder.
Le compositeur Rob Goorhuis a écrit un morceau pour fanfare intitulé Innocent Condemned basé sur les bokkenrijders.

## Source
- (nl) Cet article est partiellement ou en totalité issu de l’article de Wikipédia en néerlandais intitulé « Bokkenrijders » (voir la liste des auteurs).